# Zu (pez)
Zu es un género de peces que pertenece a la familia Trachipteridae, del orden de los Lampridiformes. Este género marino fue descrito por primera vez en 1960 por Vladimir Walters y John Edgar Fitch.

## Especies
Especies reconocidas del género:
- Zu cristatus (Bonelli, 1819)
- Zu elongatus (Heemstra & Kannemeyer, 1984)